# Wayu Tuka
Wayu Tuka est un woreda de l'ouest de l'Éthiopie situé dans la zone Misraq Welega de la région Oromia. Il compte 63 180 habitants en 2007 et son centre administratif est Gute.

## Situation
Partie sud-est de l'ancien woreda Guto Wayu, le woreda Wayu Tuka est bordé par Guto Gida au nord-ouest, Sibu Sire au nord et à l'est, Wama Hagalo, Nunu Kumba et Jimma Arjo au sud, et Leka Dulecha au sud-ouest,.
Gute est à côté de l'aéroport de Nekemte sur la route en direction d'Ambo et Addis-Abeba.

## Population
Le recensement national de 2007 fait état pour ce woreda d'une population de 63 180 habitants, toute la population est rurale. La majorité des habitants (59 %) sont protestants, 29 % sont orthodoxes, 9 % sont catholiques et 3 % sont musulmans.
En 2022, sa population est estimée à 88 338 personnes avec une densité de population de 219 personnes par km2 et 404 km2 de superficie.